# Microsoft Student
Microsoft Student è stata un'enciclopedia multimediale prodotta da Microsoft, progettato per aiutare gli studenti nei compiti scolastici e compiti a casa. Comprendeva Encarta, nonché vari strumenti per studenti, come altri modelli di Microsoft Office e l'integrazione con le altre applicazioni Microsoft, come Microsoft Word. Un esempio di ciò è citazioni di dati, dizionario Encarta e di ricerca di Encarta caratteristiche, che sono disponibili in una barra degli strumenti in Word.
Il prodotto comprende anche Microsoft Math, risorse linguistiche e letteratura, e strumenti di ricerca (ad esempio, l'accesso a una versione online di Encarta). Student 2006 è stata la prima versione del prodotto e una nuova versione è stato prodotto da Microsoft ogni anno fino al 2009.
Microsoft ha annunciato nel marzo 2009 che smetteranno di vendere Microsoft Student e tutte le edizioni dell'enciclopedia Encarta entro il giugno del 2009, citando i cambiamenti nel modo in cui le persone cercano informazioni e nel tradizionale enciclopedia e mercato di riferimento materiale dei motivi principali alla base della terminazione. La chiusura di Encarta è ampiamente attribuito alla concorrenza del più grande enciclopedia online Wikipedia.